# Ines Papert
Ines Papert (zvaná „Ledová královna“; * 5. dubna 1974 Lutherstadt Wittenberg) je německá horolezkyně a bývalá reprezentantka v ledolezení, mistryně světa a vítězka celkového hodnocení světového poháru v ledolezení na obtížnost.

## Výkony a ocenění
- 2001: vítězka světového poháru
- 2002: mistryně světa, vítězka světového poháru v obou disciplínách
- 2003: mistryně světa, vítězka světového poháru
- 2004: mistryně světa
- 2005: vicemistryně světa
- 2006: vítězka světového poháru

### Závodní výsledky
| Mistrovství světa | Mistrovství světa | Mistrovství světa | Mistrovství světa | Mistrovství světa |
| Rok               | 2002              | 2003              | 2004              | 2005              |
| ----------------- | ----------------- | ----------------- | ----------------- | ----------------- |
| Obtížnost         | 1                 | 1                 | 1                 | 2                 |
| Rychlost          | 1                 |                   |                   |                   |

| Světový pohár       | Světový pohár | Světový pohár | Světový pohár | Světový pohár | Světový pohár    | Světový pohár |
| Rok                 | 2001          | 2002          | 2003          | 2004          | 2005             | 2006          |
| ------------------- | ------------- | ------------- | ------------- | ------------- | ---------------- | ------------- |
| Obtížnost           | 1             | 2             | 1             | nekonal se    | nekonal se       | 1             |
| jednotlivě* (x/x/x) |               | ,,?,,         | ,             | Zlatá medaile | Stříbrná medaile | ,             |
|                     |               |               |               |               |                  |               |
| Rychlost            |               | 1             | 1?            | nekonal se    | nekonal se       | 6             |
| jednotlivě* (x/x/x) |               | ,?,,          | ?,,           | ?             | ?                | 5,-,4,-       |

* poznámka: napravo jsou poslední závody v roce

### Skalní lezení
Ines přelezla jako první žena na světě také některé z nejtěžších mixových cest v ledu a skále, například cestu Law and Order mixové klasifikace M13.